# Розорення Києва (1482)
Розо́рення Ки́єва 1482 року — облога та спустошення Києва і Києво-Печерської лаври кримцями під керівництвом хана Менглі Ґерая.

## Передумови
Наприкінці серпня 1482 р. кримський хан Менглі I Ґерай за проханням послів великого князя московського Івана ІІІ вирушив походом на Київ. Збереглося кілька літописних оповідей про цю подію, завдяки яким можна відтворити її в деталях. Напад на Київ стався 1 вересня, на Семенів день, з якого в ті часи розпочинався відлік нового року. Один із літописців — найвірогідніше, очевидець, — зазначає, що київський воєвода Іван Ходкевич отримав звістку про наближення ворога за чотири дні до появи кримців на околицях міста. Цих кількох днів було замало, щоб як слід організувати його оборону тому що під захист міських укріплень, «збегошася многіе люди». У київському замку сховався печерський ігумен з усіма монастирськими старцями та скарбницею.

## Сили сторін
За приблизними підрахунками Г. Івакіна населення Києва в той час разом із гарнізоном замку нараховувало близько 5000 чоловік. На озброєнні залоги була певна кількість артилерії. Ймовірно гарнізон мав від 10 до 20 гармат. Для прикладу, при люстрації Київського князівства 1471 р., у Житомирі було 9 гармат, Чуднові — 3. Київ як центр удільного князівства, а потім воєводства, вочевидь мав більший артилерійський парк.
Сили кримців невідомі, але дослідники[хто?] визначають чисельність війська Менглі Ґерая в 10 000 чол.

## Взяття міста
Старий київський замок був слабо підготовлений до оборони, тому того ж 1 вересня кримці здобули укріплення, запалили місто, пограбували церкви, позабирали в неволю велику силу людей.
И прийде царь (Менґлі-Ґірей) под град на день Семена Лєтопроводца, в первый час дни, изряди полки и приступи ко граду, и овступи град вокруг. И Божим гневом, нимало не побився, град зажже, и погореша люди все и казны. И мало [было] тех, кои из града выбегоша, [но] и тех поимаша; а посад пожгоша и Ближние села
Менглі Ґерай «полону Бесчисленно взял»; потрапив до нього й київський воєвода з усією родиною. Сам він і його дочка так і померли в кримській неволі; дружину й сина Івана Ходкевича згодом було викуплено. Долю воєводи розділив і печерський ігумен; сам монастир було пограбовано; рятуючись від ворога, деякі з ченців «бежали в печеру и задохшася». «Учиниша пусту» Київську землю й «пленив руських порубежных городов 11» аж до Житомира (оборонитися від кримців змогли лише Канів і Черкаси), Менглі Ґерай повернувся до Криму. На знак дотримання своїх союзницьких зобов'язань він надіслав у дар Іванові III золоті потир і дискос зі сплюндрованої кримцями Святої Софії.
Пам'ять про розграбування Києва Менґлі Ґераєм зберегли не тільки літописи. У синодику Києво-Печерського монастиря, відновленого невдовзі після погрому, згадується, що попередній «изгорел пленением киевским безбожного царя Менкирєя ис погаными агаряны; тогда и сию Божественную церковь опустошнша, и все святые книги и иконы пожгоша. Мы ж (печерські ченці) по днех неколншх из их поганства исшедше и паки начахом имена писати, их же помняще, еже сперва написаны быше».
Цей погром давньої столиці зробив величезне враження в Україні й у цілому великому князівстві. Великий князь Казимир Ягеллончик оголосив початок походу на Крим. З усього Великого князівства Литовського на Київщину прибуло 40 тисяч війська, але запізно щоб протидіяти кримцям, а вдарити на Крим Казимир не наважився. Київський замок почали відбудовувати під проводом троцького воєводи Богдана Андрієвича. До праці було залучено все селянство з наддніпрянських волостей так, що при будові працювало 20 тисяч сокир.